# Brahim Lahlafi
Brahim Lahlafi (àrab: ابراهيم لهلفي, Ibrāhīm Lahlafī) (Fes, 15 d'abril de 1968) és un ex-atleta marroquí especialista en proves de fons. Adquirí la nacionalitat francesa el 6 d'abril de 2002, però representà de nou al Marroc el 15 de març de 2007.
El seu èxit més gran fou una medalla de bronze als Jocs Olímpics de Sydney 2000. Altres resultats destacats foren una cinquena posició al campionat del món de cros del 1995, 5è als 5000 metres al Mundial de 1995 i 4t a la mateixa prova al Mundial de 1999. Guanyà el bronze als 3000 metres al Campionat africà de 1998. També guanyà la cursa de Belgrad (sobre 6 km) el 1996 derrotant Paul Tergat.

## Millors marques
- 1500 metres - 3:43.2 (1996)
- 3000 metres - 7:28.94 (1999)
- 5000 metres - 12:49.28 (2000)
- 10000 metres - 27:43.05 (1995)
- Mitja marató - 1:01:39 (1994)